# Bob Bates
Robert Bates (né en 1953) est un concepteur de jeux vidéo américain. Dans les années 1980, il est l’un des cofondateurs de Challenge Inc qui développe des fictions interactives pour le compte d’Infocom. Dans ce cadre, il conçoit notamment les jeux Sherlock: The Riddle of the Crown Jewels et Arthur: The Quest for Excalibur, publiés respectivement en 1988 et 1989. Après la fermeture d’Infocom en 1989, il fonde le studio Legend Entertainment et continue de développer des jeux d’aventures, dont Timequest, John Saul's Blackstone Chronicles et Eric the Unready, ce dernier ayant été élu « meilleur jeu d’aventure de l’année » par le magazine Computer Gaming World en 1993. Il a également participé à l’écriture et à la conception de la série Gateway et du dernier jeu développé par le studio, Unreal II: The Awakening. En 2010, l’International Game Developers Association lui décerne une récompense pour l’ensemble de sa carrière,.

## Travaux
- 1988 :  Sherlock: The Riddle of the Crown Jewels
- 1989 :  Arthur: The Quest for Excalibur
- 1990 :  Spellcasting 101 (avec Steve Meretzky)
- 1991 :  Timequest (conception)
- 1991 :  Spellcasting 201 (avec Steve Meretzky)
- 1992 :  Gateway
- 1992 :   Spellcasting 301 (avec Steve Meretzky)
- 1993 :  Eric the Unready (conception)
- 1993 :  Companions of Xanth (avec Michael Lindner)
- 1997 :  Callahan's Crosstime Saloon (avec Steve Riley)
- 1998 :  Quandaries (jeu d’entrainement pour le département de la justice américain)
- 1998 :  John Saul's Blackstone Chronicles : L'Asile Maudit (conception d’une partie)
- 2003 :  Unreal II: The Awakening (version PC)
- 2006 :  Panzer Elite Action (conception et production)
- 2007 :  Spider-Man 3 (version console)
- 2010 :  FrontierVille (scénario)
- 2011 :  Empires and Allies
- 2017 : Thaumistry: In Charm's Way